# Tito Setidio Firmo
Tito Setidio Firmo (en latín: Titus Settidius Firmus) fue un senador romano de finales del siglo I y principios del siglo II, que desarrolló su carrera bajo los emperadores Domiciano, Nerva y Trajano.

## Origen y familia
Originario de la colonia pietas Iulia Pola (Pula, Croacia), en la Regio X de Italia, posiblemente era hijo del caballero romano Cayo Setidio Firmo, promocionado al Senado en algún momento de la época Flavia.

## Carrera
Su único cargo conocido fue el de consul suffectus entre octubre y diciembre del año 112.

## Descendencia
Tito Setidio Firmo ....ciano, cónsul en un año indeterminado de la segunda mitad del siglo II era posiblemente su hijo.